# Esprit

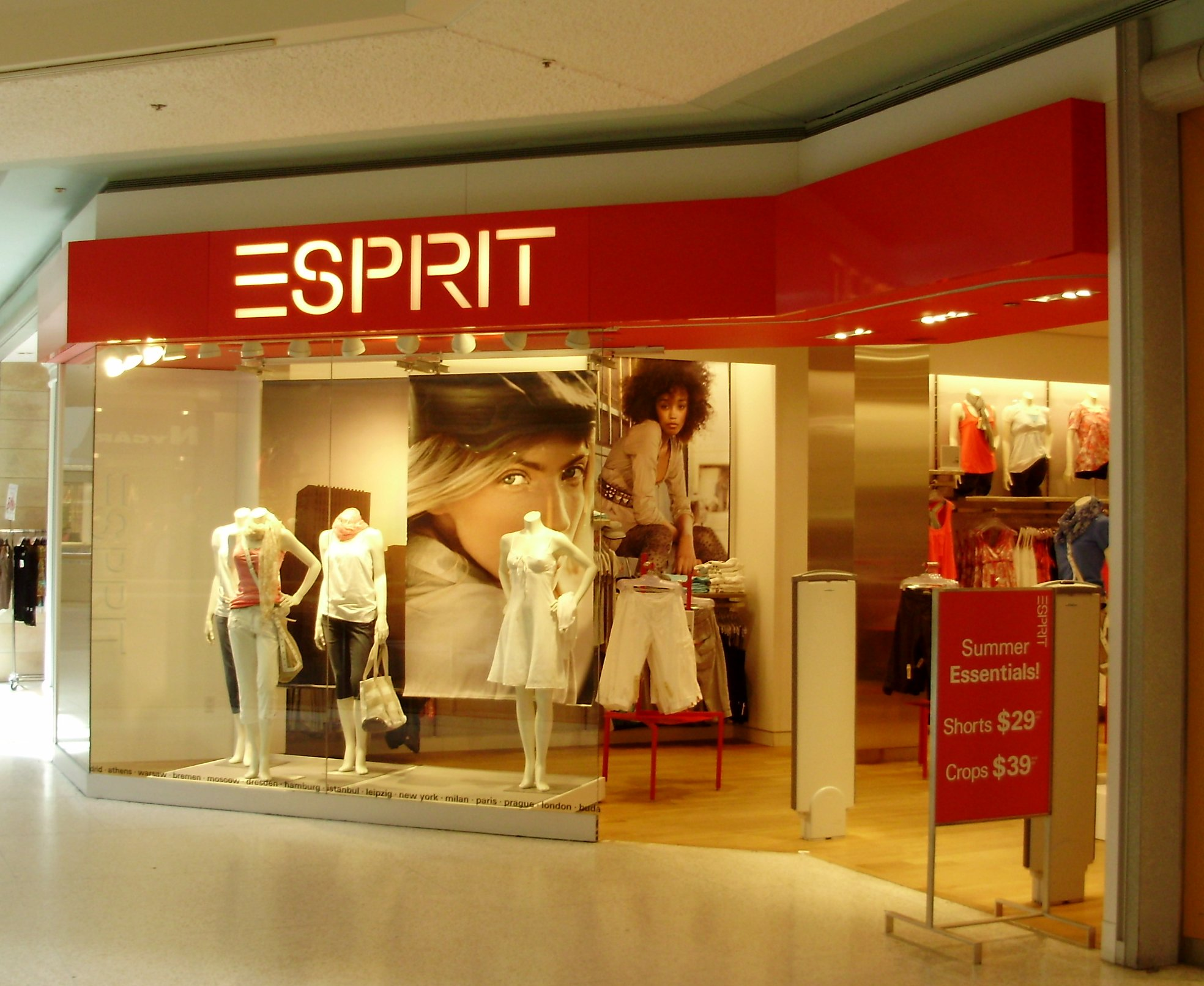
En Espritbutik i Toronto

Esprit Holdings Limited är en butikskedja som tillverkar kläder, skor, accessoarer, smycken och hushållsartiklar under märket (ESPRIT) med spridning över hela världen. Huvudkontoret är placerat både i Tyskland och Hongkong, och kedjan har butiker i över 40 länder. I Sverige finns det bland annat fem butiker i Göteborg, fem i Stockholm och fyra i Malmö. Totalt har man närmare 50 butiker på den svenska marknaden, de flesta placerade i stadskärnor och shoppinganläggningar.
Företaget grundades i San Francisco 1968 av Susie Russel och Douglas Tompkins, grundaren av The North Face. Senare köptes företaget upp av Esprit Far East Group, den asiatiska filialen av företaget, och man bytte namn till Esprit Holdings Limited. Idag är den svenska butikskedjan H&M, spanska Zara, amerikanska GAP och japanska Uniqlo de största konkurrentena på den internationella marknaden i Sverige.